# Hubert Besl
Hubert Besl (* 25. November 1959) ist ein ehemaliger deutscher Fußballspieler. Für die SpVgg Bayreuth und den SC Freiburg lief der Mittelfeldspieler in der 2. Bundesliga auf und erzielte dabei in 132 Meisterschaftsspielen 17 Tore.

## Sportlicher Werdegang
Besl entstammt der Jugend des SSV Jahn Regensburg, für den er in der Landesliga Bayern spielte. 1979 wechselte er zum Zweitligisten SpVgg Bayreuth, der als Tabellenzweiter der Südstaffel erst in den Aufstiegsspielen knapp den Sprung in die Bundesliga verpasst hatte. In der Spielzeit 1979/80 war er vornehmlich Ergänzungsspieler, nur vereinzelt hatte er Phasen, in denen Trainer Heinz Elzner ihn in die Startformation stellte. Im Drittrundenspiel im DFB-Pokal 1979/80 gegen den FC Bayern München im Januar 1980 gehörte er jedoch zu Anfangself, als der spätere Rekordmeister nach einem Treffer von Uwe Sommerer im heimischen Hans-Walter-Wild-Stadion mit einem 1:0-Erfolg aus dem Wettbewerb geworfen wurde – weder beim Achtelfinalerfolg über den TuS 08 Langerwehe noch bei der 1:3-Niederlage im Viertelfinale beim FC Schalke 04 stand er jedoch im Pokalwettbewerb nochmals auf dem Spielfeld.
Auch in der folgenden Spielzeit war Besl anfangs Einwechselspieler. Nachdem er am 6. Spieltag beim 1:1-Remis beim SV Waldhof Mannheim in der ersten Halbzeit den verletzten Harald Bleckert ersetzte, stand er kurzzeitig in der Startelf; gegen die SpaVgg Fürth und den 1. FC Saarbrücken erzielte er dabei jeweils einen Treffer. Jedoch erst in der zweiten Saisonhälfte setzte er sich unter Trainer Gerhard Pfeiffer und dann ab März unter dessen Nachfolger Norbert Wagner endgültig in der Stammformation fest. Die Spielzeit 1980/81 beendete der Klub auf dem neunten Tabellenplatz, auch aufgrund der guten Ergebnisse der Vergangenheit reichte dies zur Qualifikation für die eingleisige 2. Bundesliga. Hier geriet die SpVgg frühzeitig in den Abstiegskampf, dabei verlor Besl im Saisonverlauf seinen Stammplatz. Im Saisonschlussspurt setzte Manfred Größler, der im Mai nach dem quasi feststehenden Abstieg – acht Punkte Rückstand bei noch vier ausstehenden Spielen – von Lothar Emmerich übernommen hatte, auf andere Spieler.
Zur Spielzeit 1982/83 wechselte Besl innerhalb der 2. Bundesliga zum SC Freiburg, wo er unter Trainer Werner Olk nicht über den Status eines Ergänzungsspielers hinauskam. Er bestritt im Saisonverlauf mit 19 Partien die Hälfte aller möglichen Ligaspiele, stand jedoch nur zweimal in der Anfangself. Am dritten Spieltag trug er sich neben Hans-Peter Schulzke, Charly Schulz und Hans Meisel beim 4:0-Heimerfolg über den TuS Schloß Neuhaus als Torschütze zum Endstand auch als Torschütze in die Annalen des Freiburger Zweitligafußballs ein. Nachdem ihm jedoch kein größerer Erfolg vergönnt war, kehrte er nach Saisonende zur weiter in der Bayernliga antretenden SpVgg Bayreuth zurück. In der Drittliga-Spielzeit 1984/85 duellierte sich der Klub mit dem FC Augsburg um die Meisterschaft, mit einem Punkt Vorsprung zog Besl an der Seite von Armin Eck, Rüdiger Scheler, Klaus Gebhardt, Wolfgang Mahr, Udo Konradi, Richard Thanner und Jörg Dittwar in die Aufstiegsrunde zur 2. Bundesliga ein. Dort war nach einer kurzzeitigen Schwächeperiode am Gründonnerstag 1985 Trainer Franz Brungs beurlaubt und dann durch den bisherigen Jugendtrainer des TSV 1860 München (und ehemaligen Brungs-Mitspieler bei Hertha BSC) Erich Beer ersetzt worden, unter dem Besl ins zweite Glied gerückt war. So kam er in der Aufstiegsrunde nur als Einwechselspieler zum Zug, beim 2:0-Auswärtserfolg bei Viktoria Aschaffenburg sah er zwei Minuten nach seiner Einwechslung eine Rote Karte – nachdem ein Foulspiel mit einer Zeitstrafe geahndet wurde, ließ er sich zur mehrfachen Schiedsrichterbeleidigung hinreißen – und blieb in der erfolgreich gestalteten Aufstiegsrunde ohne weitere Spielminuten. Nach dem Wiederaufstieg in die 2. Bundesliga ergänzte er seine bisherigen 84 Zweitligaspiele für die Bayreuther um weitere 29 Meisterschaftseinsätze, die Spielzeit 1985/86 beendete der Aufsteiger jedoch auf einem Abstiegsplatz.
Besl verließ im Sommer 1986 erneut die SpVgg Bayreuth und kehrte nach Regensburg zurück. Zunächst spielte er für die SG Post/Süd Regensburg und später seinen Heimatklub SSV Jahn Regensburg, der mittlerweile ebenfalls der drittklassigen Bayernliga angehörte. Mit dem Klub stieg er 1988 in die Landesliga ab, 1990 gelang der Wiederaufstieg in die Bayernliga. Dort beendete er anschließend seine aktive Laufbahn im höherklassigen Fußball.
Später engagierte sich Besl noch in Benefizspielen, etwa an der Seite von Ex-Profis wie Fred Arbinger oder Josef Weiß für eine Wachkomapatientin.